# Ботошан, Василий Валентинович
Васи́лий Валенти́нович Ботошан (укр. Васи́ль Валенти́нович Ботошан; 12 марта 1970) — украинский футболист, защитник.

## Карьера

### Клубная
Василий является воспитанником детско-юношеской спортивной школы № 4 города Тирасполя. Профессиональную карьеру игрока начал в 1987 году в местной команде второй союзной лиги «Текстильщик». В 1989 году Ботошан провёл десять встреч в составе команды «Тигина-РШВСМ».
В 1992—1993 годах Василий выступал за различные коллективы высшей молдавской лиги, среди которых такие клубы как «Динамо-Кодру», «Тилигул» и «Торентул». Всего в этот период Ботошан провёл 38 встреч в чемпионате Молдавии.
После чего Василий переехал на Украину, где три сезона выступал в составе клуба «Днестровец», сначала на любительском, а позднее и на профессиональном уровне. Сезон 1996/97 он провёл в составе команды второй лиги Украины «Оскол» из Купянска, за которую он провёл 31 матч в первенстве и две игры в кубке страны.
В 1997 году Ботошан вернулся в Молдавию, где провёл 12 встреч в составе динамовцев из города Бендеры. В 1998 году Василий уехал в Россию, заключив соглашение с нальчикским «Спартаком». Проведя в составе нальчан шесть встреч Василий принял решение о завершении карьеры в профессиональном футболе.
В 2000—2001 году выступал в составе любительских команд «Тирас-Портовик» и «Атлетик» из Великомихаловки.

## Статистика выступлений
| Команда                                                            | Сезон            | Чемпионат        | Чемпионат | Чемпионат | Кубок | Кубок | Итого | Итого |
| Команда                                                            | Сезон            | Уров.            | Игры      | Голы      | Игры  | Голы  | Игры  | Голы  |
| ------------------------------------------------------------------ | ---------------- | ---------------- | --------- | --------- | ----- | ----- | ----- | ----- |
| Текстильщик (Тирасполь)                                            | 1987             | III              | 1         | 0         | 0     | 0     | 1     | 0     |
| Текстильщик (Тирасполь)                                            | 1988             | III              | 23        | 0         | 0     | 0     | 23    | 0     |
| Текстильщик (Тирасполь)                                            | Итого            | Итого            | 24        | 0         | 0     | 0     | 24    | 0     |
| Тигина-РШВСМ (Бендеры)                                             | 1989             | III              | 10        | 0         | 0     | 0     | 10    | 0     |
| в период с 1990 по 1992 год не выступал на профессиональном уровне |                  |                  |           |           |       |       |       |       |
| Динамо-Кодру (Кишинёв)                                             | 1992             | I                | 6         | 0         | 0     | 0     | 6     | 0     |
| Динамо-Кодру (Кишинёв)                                             | 1992/93          | I                | 13        | 0         | 0     | 0     | 13    | 0     |
| Динамо-Кодру (Кишинёв)                                             | Итого            | Итого            | 19        | 0         | 0     | 0     | 19    | 0     |
| Тилигул (Тирасполь)                                                | 1992/93          | I                | 8         | 0         | 0     | 0     | 8     | 0     |
| Торентул (Кишинёв)                                                 | 1993/94          | I                | 11        | 0         | 0     | 0     | 11    | 0     |
| Днестровец (Белгород-Днестровский)                                 | 1994/95          | IV               | 19        | 0         | 2     | 0     | 21    | 0     |
| Днестровец (Белгород-Днестровский)                                 | 1995/96          | III              | 27        | 0         | 1     | 0     | 28    | 0     |
| Днестровец (Белгород-Днестровский)                                 | Итого            | Итого            | 46        | 0         | 3     | 0     | 49    | 0     |
| Оскол (Купянск)                                                    | 1996/97          | III              | 31        | 0         | 2     | 0     | 31    | 0     |
| Динамо (Бендеры)                                                   | 1997/98          | I                | 12        | 0         | 0     | 0     | 12    | 0     |
| Спартак (Нальчик)                                                  | 1998             | II               | 6         | 0         | 0     | 0     | 6     | 0     |
| Всего за карьеру                                                   | Всего за карьеру | Всего за карьеру | 167       | 0         | 5     | 0     | 173   | 0     |

Источники:
- Статистика выступлений в Кубке Украины взята со спортивного медиа-портала Football.lg.ua